# Willie and the Hand Jive
«Willie and the Hand Jive» es una canción del músico estadounidense Johnny Otis, publicada originalmente como sencillo en 1958. Alcanzó el puesto nueve en la lista estadounidense Billboard Hot 100 y el cinco en la lista homóloga de canciones R&B.
 Desde su lanzamiento, ha sido versionado por numerosos artistas, entre los que figuran The Strangeloves, Eric Clapton, Cliff Richard, Kim Carnes, George Thorogood y The Grateful Dead. La versión de Clapton, publicada en el álbum 461 Ocean Boulevard, fue también publicada como sencillo y alcanzó el puesto 26 en la lista Billboard Hot 100, mientras que la versión de Thorogood, grabada en 1985, llegó a la posición 25 de la lista Hot Mainstream Rock Tracks.